# 高恂
高恂（？—？），字士信，陝西徽州人。明朝政治人物、高斗南之子。
高恂初為吏科給事中，后官至新興縣知縣，后跟隨大軍征討交址，有協贊功。大軍班師后不久，死於任上。